# Brochymena dilata
Brochymena dilata är en insektsart som beskrevs av Ruckes 1939. Brochymena dilata ingår i släktet Brochymena och familjen bärfisar. Inga underarter finns listade i Catalogue of Life.